# Tortula brandisii
Tortula brandisii là một loài rêu thuộc họ Pottiaceae. Loài này được (Müll. Hal.) Broth. mô tả khoa học đầu tiên năm 1902.